# Kopalnia Węgla Kamiennego Piekary
Piekary ist der Name einer Abteilung des Steinkohlebergwerks Bobrek-Piekary und liegt zwischen Bytom (Beuthen OS) und Piekary Śląskie (Deutsch Piekar) in Polen.

## Geschichte
Das Bergwerk Piekary entstand durch die Kombination dreier ehemals selbstständiger Bergwerke im Bereich zwischen Bytom und Piekary Śląskie, nämlich aus Julian, Andalusien/Andaluzja und Rozbark. Die Umstrukturierung erfolgte sukzessive ab 1998 durch die Bytom Coal Company SA und fand 2012 mit der Umbenennung in KWK Piekary ihren vorläufigen Abschluss. Das Bergwerk wurde am 8. Mai 2015 an Węglokoks S.A. verkauft.

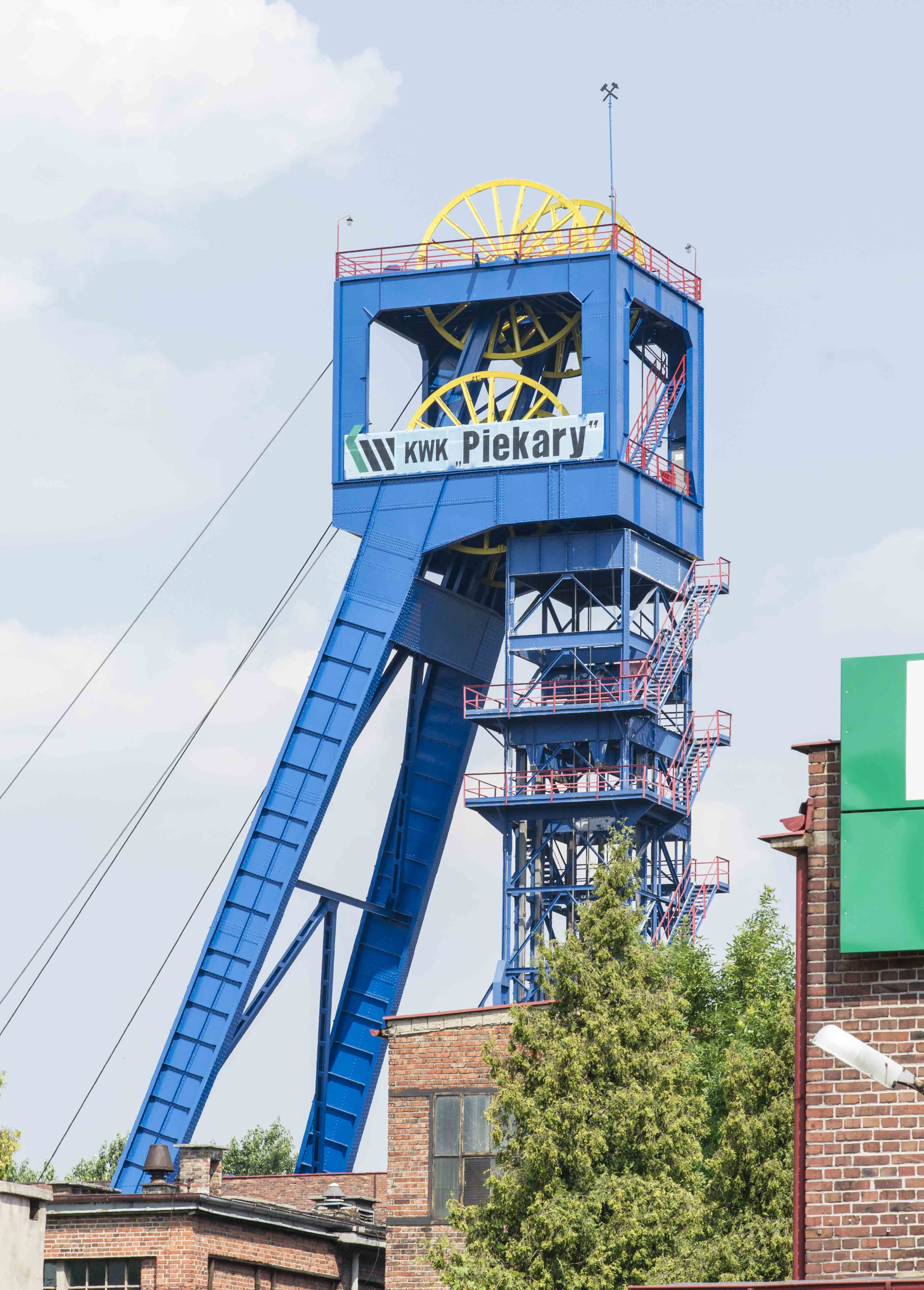
Gerüst über Schacht I

Das inzwischen allein die Kohle fördernde Bergwerk ist das am 4. Dezember 1954 in Piekary Śląskie gegründet Bergwerk Julian. Zuerst erfolgte die Fusion von Julian mit Andalusien, im Januar 2003 wurde mit Zustimmung des Ministers für Wirtschaft ein Teil der benachbarten Zeche Brzeziny dem Bergwerk zugeschlagen, im Jahr 2005 kam im Zusammenhang mit der Liquidation der Zeche Bytom II (früher Rozbark) ein Teil deren Berechtsame hinzu.
Das Bergwerk beschäftigte im Jahr 2012 2.900 Menschen, von denen rund 2.300 Mitarbeiter untertage beschäftigt waren. In demselben Jahr förderte das Bergwerk ca. 6.000 t/d, die Aufbereitungsanlagen sind auf eine Kapazität von bis zu 17.000 t/d ausgelegt. Die gesamte Berechtsame, die 2012 noch 20,46 km² umfasste, wurde 2015 auf 16,85 km² reduziert. Der Abbau erfolgte in den drei Feldern Piekary Śląskie II (4,91 km²; Flöze 419, 504, 506/1, 510 und 615), Brzeziny Śląskie V (7,93 km²; Flöze 501 und 510) und Rozbark IV (4,01 km²; Flöz 615).
Das Verbundbergwerk verfügt über insgesamt 6 Schächte, drei auf dem Gelände von Julian, zwei in der Gegend von Brzeziny und einen Schacht in Rozbark (Szyb Barbara).
Seit September 2005 wird in allen drei Bereichen des Grubenfeldes auch Erz abgebaut und durch den Schacht Julian I zutage gehoben. Dort findet auch die Anreicherung der Erze statt.
Zwischen 2012 und 2014 erfolgte der Abriss der Tagesanlagen von Andaluzja/Andalusien.
Im Jahr 2015 erfolgte ein Verkauf des Bergwerks an die Węglokoks S.A. Da die aktuelle Betriebserlaubnis Ende 2017 ausläuft, ist die Zukunft des Bergwerks ungewiss.